# 大田神社 (長野市赤沼)
大田神社（おおたじんじゃ）は、長野県長野市大字赤沼字宮配1707にある神社。旧社格は村社。

## 祭神
祭神は誉田別命（八幡神、応神天皇）。

## 歴史
当社の創建に関する経緯や年代については不詳。12世紀に再建されたと伝わる。
もとは「八幡社」という社名であったが、神祇管領長上・吉田家の許可のもと、現社名へと改称した。

## 境内
豊野駅から直線距離で約1.2キロメートル、赤沼地区の中央に鎮座する。
北国街道の脇往還、通称「雨降り街道」の宿場・長沼宿にある。当社の位置はその北端に当たり、南端に鎮座する長沼神社と対になっている。
『長沼村誌』によると、当社の社地の広さは東西方向に14間9寸、南北方向に46間1尺5寸とある。現在の単位（メートル法）に換算すると、東西方向に約25.7メートル、南北方向に約84.1メートル、面積は約2162平方メートルである。
境内には小林一茶の歌碑が建つ。

## 祭事
9月に祭日を設ける。
秋季例大祭では、五穀豊穣の願いを込めて獅子舞（男獅子、剣呑みの舞）が奉納される。地元の赤沼北組保存会が獅子舞の伝承を行っている。

## 交通アクセス
公共交通機関
「赤沼郵便局」バス停留所が最寄り。しなの鉄道およびJR・豊野駅もしくは長野電鉄長野線・柳原駅から乗合タクシー「長沼線」が運行されている。